# Хосака Кен
Кен Хосака (яп. 保坂健; нар. 25 липня 1992, префектура Акіта) — японський борець вільного стилю, бронзовий призер чемпіонату Азії, бронзовий призер Кубку світу.

## Життєпис
Боротьбою почав займатися з 2000 року.
Виступає за борцівський клуб Університету Васеда. Тренер — Ота Такуя.

## Спортивні результати на міжнародних змаганнях

### Виступи на Чемпіонатах світу
| Змагання                        | Збірна | Вагова категорія          | Місце |
| ------------------------------- | ------ | ------------------------- | ----- |
| Чемпіонат світу з боротьби 2014 | Японія | вільна боротьба, до 70 кг | 12    |

### Виступи на Чемпіонатах Азії
| Змагання                       | Збірна | Вагова категорія          | Місце  |
| ------------------------------ | ------ | ------------------------- | ------ |
| Чемпіонат Азії з боротьби 2014 | Японія | вільна боротьба, до 70 кг | Бронза |
| Чемпіонат Азії з боротьби 2018 | Японія | вільна боротьба, до 74 кг | 10     |

### Виступи на Кубках світу
| Змагання                    | Збірна | Вагова категорія          | Місце  |
| --------------------------- | ------ | ------------------------- | ------ |
| Кубок світу з боротьби 2014 | Японія | вільна боротьба, до 70 кг | 8      |
| Кубок світу з боротьби 2018 | Японія | команда                   | Бронза |

### Виступи на інших змаганнях
| Змагання                                         | Збірна | Вагова категорія          | Місце  |
| ------------------------------------------------ | ------ | ------------------------- | ------ |
| Меморіал Вацлава Циолковського 2014              | Японія | вільна боротьба, до 70 кг | 9      |
| Кубок Бразилії з боротьби 2014                   | Японія | вільна боротьба, до 70 кг | Бронза |
| Всеяпонський відкритий чемпіонат з боротьби 2018 | Японія | вільна боротьба, до 74 кг | Золото |
| Турнір Дмитра Коркіна 2018                       | Японія | вільна боротьба, до 74 кг | 16     |
| Чемпіонат Японії з боротьби 2018                 | Японія | вільна боротьба, до 74 кг | Срібло |
| Гран-прі «Іван Яригін» 2019                      | Японія | вільна боротьба, до 74 кг | 9      |
| Клубний чемпіонат світу з боротьби 2019          | Японія | вільна боротьба, до 74 кг | 5      |

### Виступи на змаганнях молодших вікових груп
| Змагання                                      | Збірна | Вагова категорія          | Місце |
| --------------------------------------------- | ------ | ------------------------- | ----- |
| Чемпіонат світу з боротьби серед юніорів 2012 | Японія | вільна боротьба, до 66 кг | 16    |